# Dồi

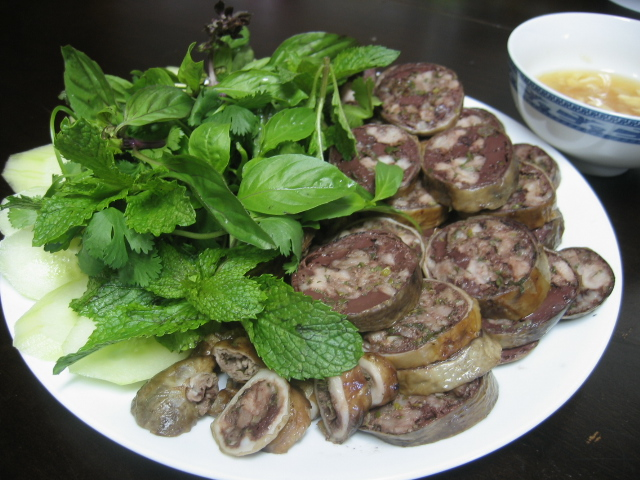
Một đĩa dồi đã được cắt thành miếng với rau thơm.

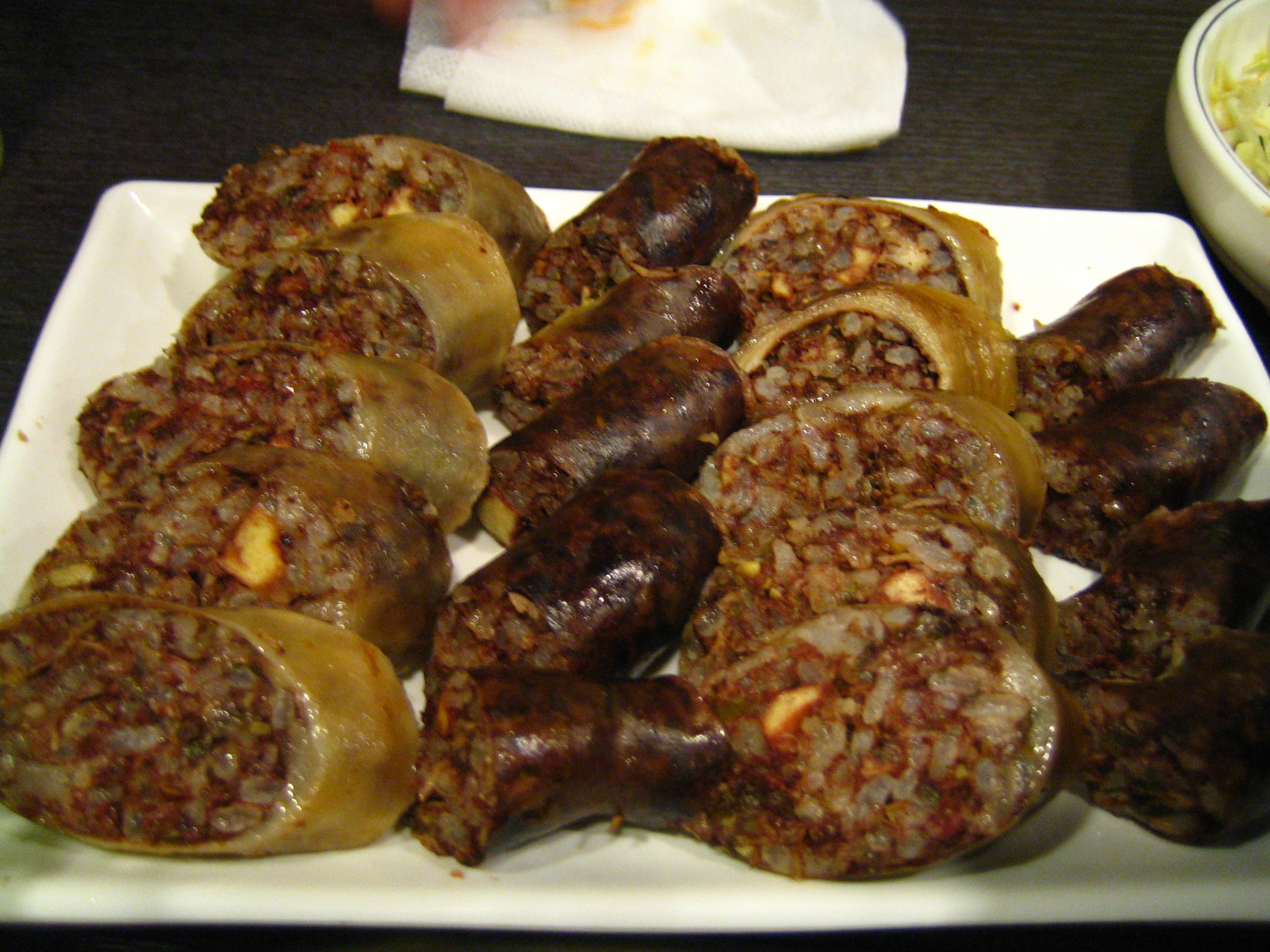
Dồi nướng sundae của Hàn Quốc

Dồi là một món ăn được làm từ lòng lợn, lòng chó hoặc thân động vật có dạng hình ống, được nhồi đầy hỗn hợp gồm tiết và các loại rau gia vị, các loại gia vị như muối, tiêu, mỳ chính, nước mắm, tỏi và lạc, đậu xanh. Sau khi nhồi đầy chặt thì được hấp cách thủy hoặc nướng.

## Các loại

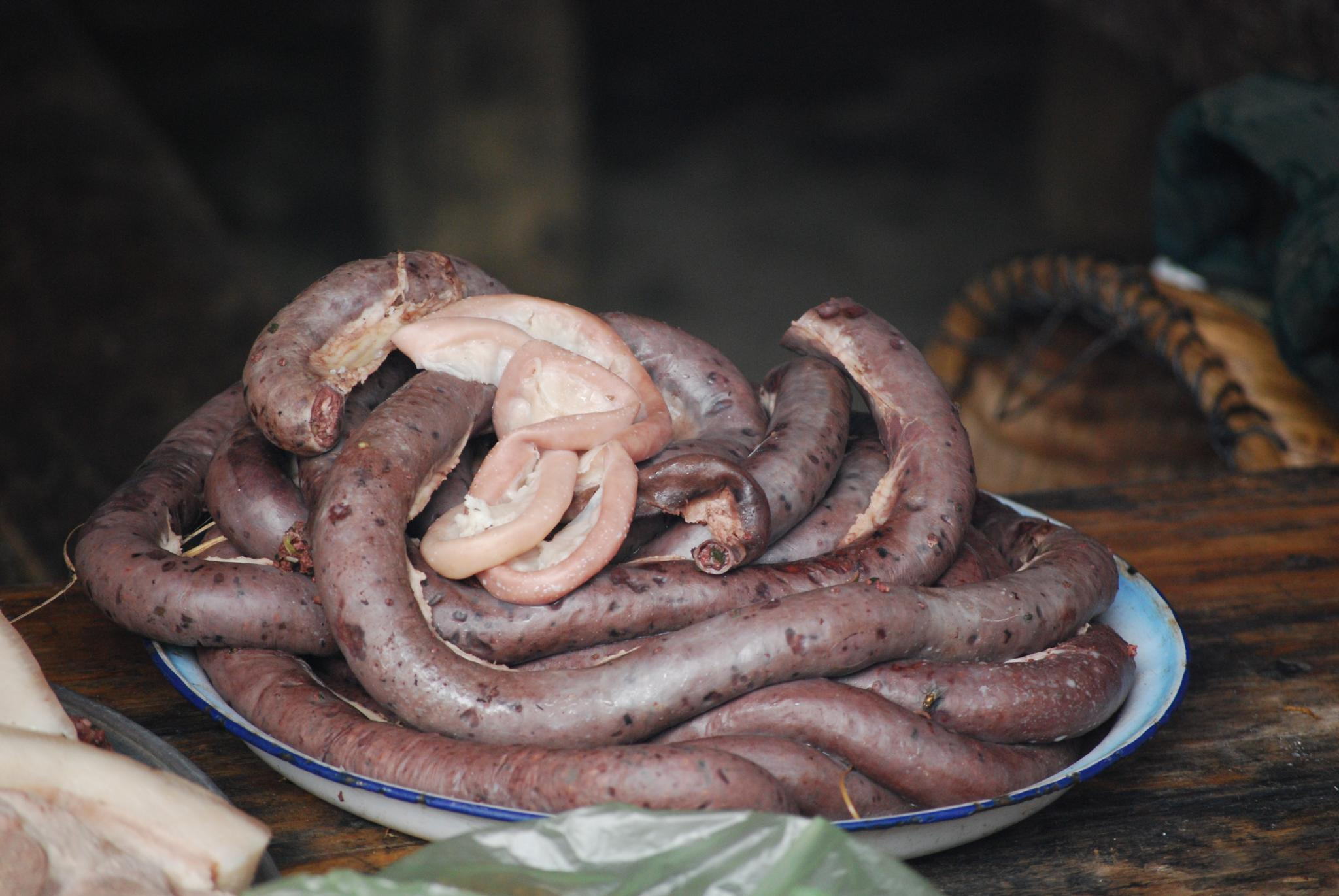
Một dĩa dồi

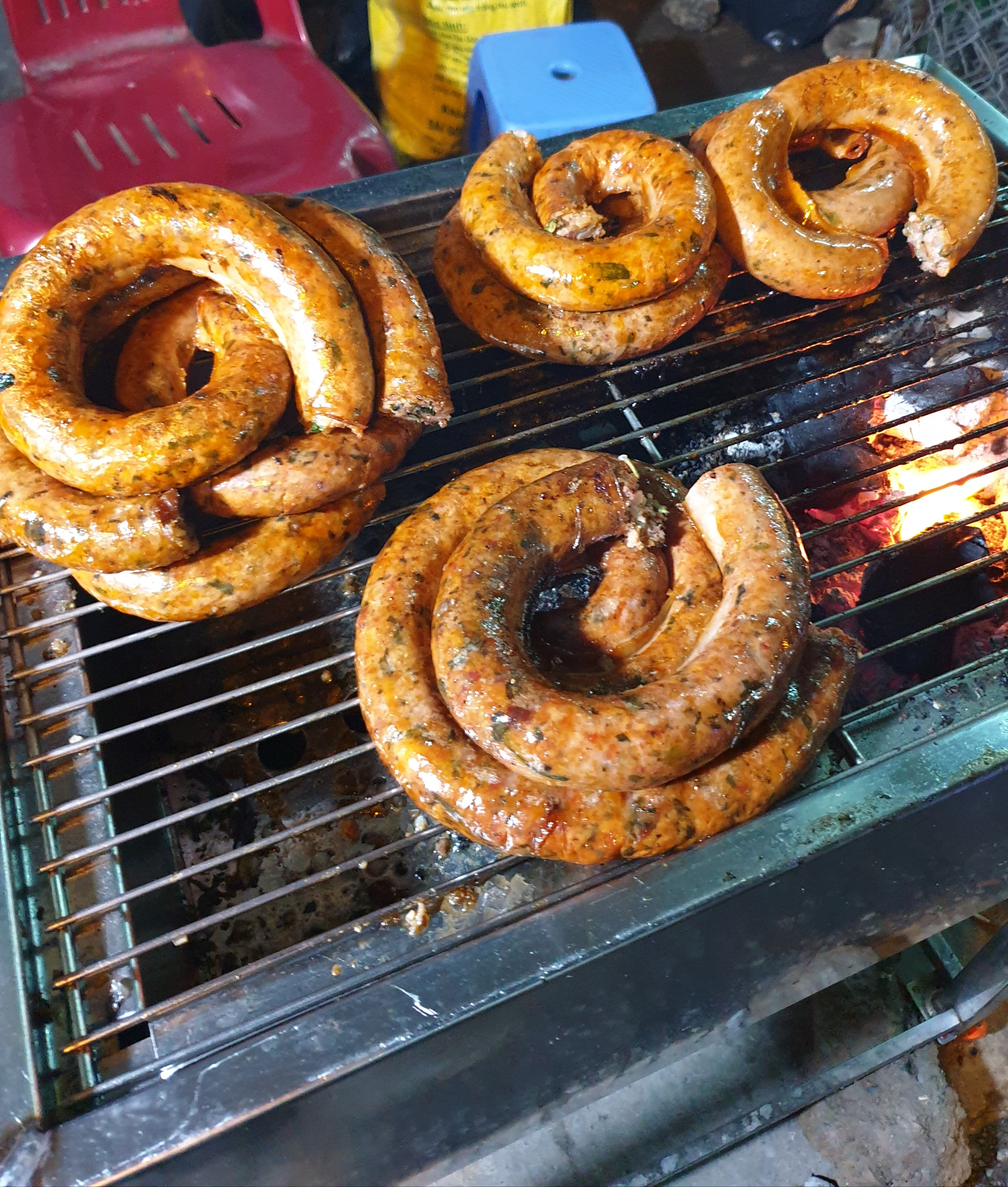
Dồi sụn nướng

## Món tương tự

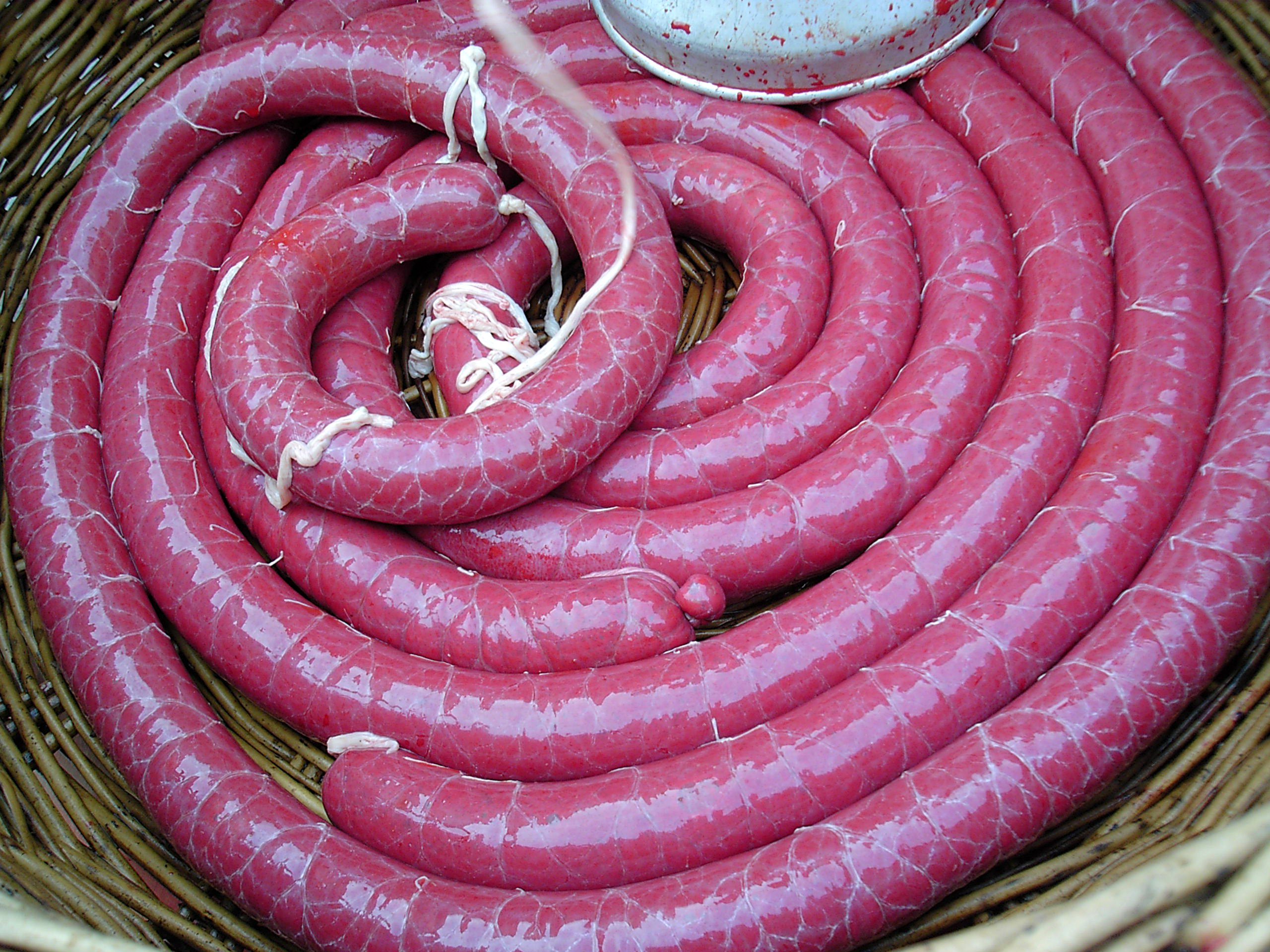
Black pudding - loại dồi lợn của châu Âu